# 陳剛毅 (外交官)

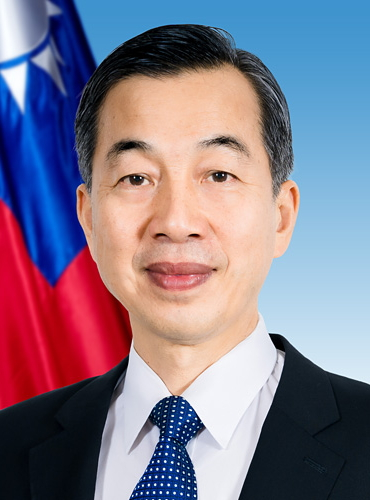
外交部刊登肖像照

陳剛毅，臺灣省嘉義縣人，臺灣商人、中華民國外交官暨政府官員，已婚，外公張文正曾擔任嘉義縣議會議長。
陳剛毅曾從事5年廣告業，接觸過百貨公司女裝設計與内衣設計專案，在嘉義與親兄弟開設過公關公司。進入外交部後任職於公眾外交協調會、國會事務辦公室，並派駐汶萊、約旦、紐約等地，後擔任駐溫哥華臺北經濟文化辦事處總領事銜處長、駐阿曼王國臺北經濟文化辦事處大使銜代表、外交部研究設計會大使回部辦事、外交部非政府組織國際事務會執行長等職務，現任外交部國會事務辦公室執行長。

## 職業生涯
2020年5月，為支援加西醫護人員對抗2019冠状病毒病疫情，駐溫哥華辦事處長陳剛毅代表政府捐贈不列颠哥伦比亚省、亞伯達省各25,000片醫療用口罩。由卑詩省公民服務廳長康安禮、兒童照顧省務廳長陳葦蓁，以及亞伯達省長康尼代表接受。
駐溫哥華辦事處長陳剛毅多次投書當地媒體，對於臺灣與加拿大關係、臺灣參與世界衛生大會（WHA）等問題發表看法。
2021年9月，駐阿曼代表陳剛毅會見阿曼商工總會（Oman Chamber of Commerce and Industry, OCCI）會長Redha Al-Saleh。
| 中華民國政府職務 | 中華民國政府職務                                              | 中華民國政府職務 |
| ---------------- | ------------------------------------------------------------- | ---------------- |
| 前任： 李岳融    | 中華民國外交部國會事務辦公室執行長 2025年2月－                | 繼任： '         |
| 前任： 王雪虹    | 中華民國外交部非政府組織國際事務會執行長 2024年1月－2025年2月 | 繼任： 江振瑋    |
| 前任： 陳柏秀    | 中華民國駐阿曼代表 2021年9月－2022年10月                      | 繼任： 吳清泉    |
| 前任： 李志強    | 中華民國駐溫哥華處長 2018年8月－2021年9月                     | 繼任： 劉立欣    |

## 外部連結
- 魏思明. . 大纪元时报. 2019年9月3日  [2022年9月26日]. （原始内容存档于2022年9月29日）.